# Barthelemy Agostini
Barthelemy Agostini (ur. 8 lutego 1987 w Bastii) – francuski wioślarz.

## Osiągnięcia
- Mistrzostwa Świata U-23 – Brandenburg 2005 – ósemka – 6. miejsce[1].
- Mistrzostwa Świata U-23 – Hazewinkel 2006 – czwórka bez sternika wagi lekkiej – 5. miejsce[1].
- Mistrzostwa Świata U-23 – Glasgow 2007 – czwórka bez sternika wagi lekkiej – 6. miejsce[1].
- Mistrzostwa Świata U-23 – Račice 2009 – dwójka bez sternika wagi lekkiej – 3. miejsce[1].
- Mistrzostwa Świata – Poznań 2009 – ósemka wagi lekkiej – 5. miejsce[1].